# 타래
타래(1984년 3월 15일 ~)는 대한민국의 래퍼다. 백석문화대학 실용음악과를 졸업했다.

## 방송
- 쇼미더머니2 (2013) - 2차 예선 탈락
- 쇼미더머니3 (2014) - 3차 예선 탈락
- Swaggers Made In USA (2016) - 준우승
- 쇼미더머니6 (2017) - 1차 예선 탈락
- 쇼미더머니8 (2019) - 1차 예선 탈락
- 쇼미더머니9 (2020) - 2차 예선 탈락